# کوپنیک
کوپنیک (به آلمانی: Berlin-Köpenick) یک منطقهٔ مسکونی در آلمان است که در Treptow-Köpenick واقع شده‌است. کوپنیک ۶۱٬۷۴۷ نفر جمعیت دارد.